# Прилягання
Приляга́ння — вид підрядного синтаксичного зв'язку між словами в реченні, при якому залежне слово пов'язане з головним інтонаційно, за змістом і за допомогою порядку слів, а не граматичних форм, як при узгодженні й керуванні. У східнослов'янських мовах прилягають незмінні повнозначні слова — прислівник, дієприслівник, інфінітив — летіти хутко, співають ідучи тощо. Іноді як прилягання розглядається приєднання до головного слова прийменниково-відмінкових форм іменників з обставинним значенням — так зване іменне прилягання — зустріч у місті, йти до лісу тощо.

## Загальна характеристика
Як і управління, примикання може бути сильним або слабким. При сильному примиканні лексико-граматичні властивості головного слова такі, що залежне, що примикає, при ньому необхідне (вчитися говорити, кинутися 'рятувати, ставати розумнішим); при слабкому примиканні залежне необов'язкове: швидко йти.
Головним словом при примиканні визнається те, що здатне змінюватися, а в разі незмінності обох компонентів словосполучення — те, що може вживатися без іншого (наприклад, в укр. дуже швидко залежним є перший компонент).
Прилягання (переважно слабке) має здатність до варіювання залежних форм: читати ночами — читати вночі, працювати вдома — працювати на дому). У деяких випадках сильноприлягаюче слово може замінюватися сильнокерованим: почати грати — почати гру.

## Відмінкове прилягання
Згідно з однією з точок зору, в українській мові разом із власне приляганням можливе відмінкове прилягання, при якому як залежне виступає іменник у непрямому відмінку. Про відмінкове прилягання говорять, якщо залежне ім'я висловлює обставинне (сидіти вдома через дощ, працювати до вечора) або означальне (спідниця картата, приїзд батька) значення, а форма залежного не визначається головним словом.